# Мицув (присілок)
Миців (пол. Myców) — селище у Польщі, розташоване у Люблінському воєводстві Грубешівського повіту, ґміни Долгобичув.
| Польща | Це незавершена стаття з географії Польщі. Ви можете допомогти проєкту, виправивши або дописавши її. |